# The Tump

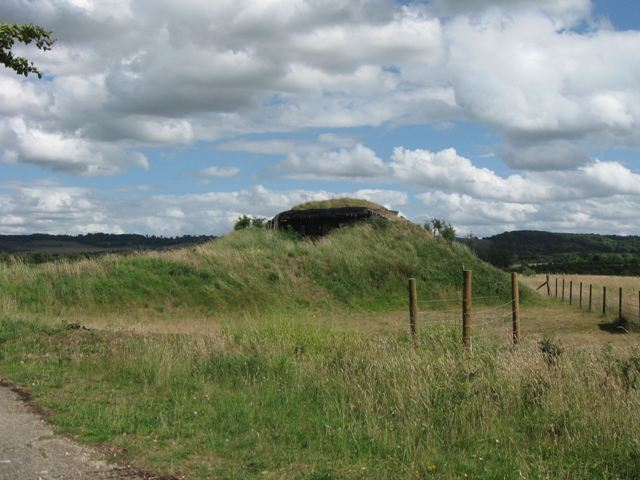
The Tump

The Tump (oder The Mount) von Lewes, nordöstlich von Brighton ist ein so genannter „Harvest Hill“, (Erntehügel) dessen berühmteres Äquivalent der Silbury Hill ist. The Tump liegt nahe der Mountfield Road in East Sussex in England. Es steht neben einem ehemaligen Kloster, dem Bahnhof und einer Salinenreihe (heute ein Fußballfeld). Es ist ein 15 m hoher künstlicher Kreidehügel von etwa 45 m Durchmesser, der mit Rasen bedeckt ist. Ein spiralförmiger Pfad schlängelt sich um den Hügel.
Eine Reihe von Theorien wurde aufgestellt, um das Phänomen zu erklären. Die begrenzte archäologische Untersuchung erbrachte, dass der Hügel vorzeitlich ist. Die Spitze des Hügels enthält ein Pfostenloch, und zu jedem Osterfest kommen die Christen und stellen ein großes Kreuz in dieses Loch. Kurz darauf kommen die Heiden und entfernen das Kreuz. The Tump steht an einer alten Meeresküste, die durch eine heute verlandete Lagune gebildet wurde.